# (466405) 2013 SQ68
(466405) 2013 SQ68 es un asteroide perteneciente al cinturón de asteroides, descubierto el 16 de septiembre de 2003 por el equipo Spacewatch desde el Observatorio Nacional de Kitt Peak (Arizona, Estados Unidos).